# Berliner Athletik-Klub 07 e. V.
Berliner Athletik-Klub 07, mais conhecido com BAK 07, é uma agremiação alemã, fundada a 15 de dezembro de 1907, sediada em Berlin.

## História

Berlin Ankaraspor

A sociedade nasceu no bairro de Wedding, na capital da Alemanha, em 1907 como clube de atletismo focalizado em corridas, vencendo diversos títulos nacionais. A equipe foi também organizadora de um evento precursor da famosa Maratona de Berlin. Em 1908, foi criado um departamento de futebol que, desde então, jogando em competições menores, permaneceu em grande parte anônima. Somente entre 1991 e 1999 que o futebol emergiu das sombras, ganhando a promoção para a Kreisliga A até a NOFV-Oberliga.
Com a anexação, em 2004, do BSV Mitte, que jogava desde então com o nome de BFC Gueneyspor Fenerbache Berlin, o Berlin AK 07 se tornou uma verdadeira e própria equipe multicultural turco-alemã. O Mitte já havia sido formado a partir da fusão dos etnicamente turcos BFC Güneyspor e Berlin Fenerbahce.  Em junho de 2006 foi oficializada uma colaboração com o clube turco Ankaraspor, militante da primeira divisão turca, tendo Ahmet Gökçek, filho do prefeito de Ancara, como presidente. Em 6 de julho de 2006, porém, com os escassos resultados obtidos pelo parceiro turco, salvo na última rodada do rebaixamento, uma reunião extraordinária do conselho de administração deliberou a mudança da denominação da sociedade, que passou assim ao nome Berlin Ankaraspor Kulübü e.V.. Essa nova intitulação levou às mudanças das tradicionais cores branca e vermelha, que foram substituídas pelo branco e azul do Ankaraspor.
Em 15 de junho de 2011 a denominação societária voltou àquela original e o time voltou a atuar no Poststadion. Além disso, foram reintroduzidas as cores sociais tradicionais, vermelha e branca.
O personagem da história do clube mais importante é, sem dúvida, o treinador Bahman Foroutan, ex-comissário técnico do Irã.
Em 2012, o Berlin Ankaraspor surpreendeu o TuS Hoffenheim, goleando-o por 4 a 0 e eliminando-o da primeira fase da Copa da Alemanha.

## Títulos
- Landesliga Berlin (VI) Campeão: 1995;
- Verbandsliga Berlin (V) Campeão: 1999;
- Berlin State Cup Campeão: 2010
- Participantes da Copa DFB 2010-2011 contra o Mainz 05
- Promovido em 3ª à Regionalliga Nord: 2010-2011